# 潯鱈
潯鱈，為輻鰭魚綱鱈形目稚鱈科的其中一種，分布於西南太平洋澳洲及紐西蘭海域，為溫帶海水魚，深度10-90公尺，體長50公分，棲息在大陸棚淺水域，生活習性不明。